# Bez litości (serial telewizyjny)
Bez litości (ang. True Justice, 2011) – amerykański serial sensacyjny.
Jego światowa premiera odbyła się 6 lipca 2011 roku na kanale Channel 5. W Polsce premiera serialu odbyła się 9 stycznia 2012 roku na antenie Canal+.

## Opis fabuły
Stróż prawa Elijah Kane (Steven Seagal) kieruje w Seattle policyjną jednostką walczącą ze zorganizowaną przestępczością. Śledztwo w sprawie brutalnego morderstwa prowadzi policjantów do rosyjskiej mafii dilerów narkotykowych.

## Obsada
- Steven Seagal jako Elijah Kane
- William "Big Sleeps" Stewart jako Andre Mason
- Alex Mallari Jr. jako Hiro
- J. Anthony Pena jako Tiny
- Sarah Lind jako Sarah
- Meghan Ory jako Juliet
- Warren Christie jako Radner
- Adrian Hough jako szeryf Graves
- Kyle Cassie jako Brad Gates

i inni